# 朱唇
朱唇（学名：Salvia coccinea）为唇形科鼠尾草属的植物，分布于美洲及中国云南等地，生长于海拔1,250至1,500（4,100至4,920英尺）的地区，目前已由人工引种栽培。